# 川崎二郎
川崎 二郎（かわさき じろう、1947年〈昭和22年〉11月15日 - ）は、日本の政治家。
運輸大臣（第74代）、北海道開発庁長官（第68代）、厚生労働大臣（第6代）、衆議院議員（12期）、自由民主党国会対策委員長を歴任。
父は厚生大臣を務めた自民党所属で元衆議院議員の川崎秀二。祖父は立憲民政党所属で元衆議院議員の川崎克。

## 来歴・人物
三重県伊賀市生まれ（現住所は同市上野車坂町）。青山学院高等部を経て慶應義塾大学商学部卒業。大学卒業後、松下電器産業に入社する。

### 政治家として
1979年（昭和54年）に、父・秀二の急死を受け第35回衆議院議員総選挙に旧三重1区（定数5）から出馬するが、次点で落選。1980年（昭和55年）の第36回衆議院議員総選挙では得票数3位で初当選（当選同期に古賀誠・太田誠一・森田一・平沼赳夫・久間章生・高村正彦・柿澤弘治など）。1983年（昭和58年）の第37回衆議院議員総選挙では再び次点で落選したが、1986年（昭和61年）の第38回衆議院議員総選挙で国政に復帰。以降、2014年（平成26年）の第47回衆議院議員総選挙まで連続当選を続けている。
1996年（平成8年）の第41回衆議院議員総選挙以降は、三重1区で中選挙区時代からのライバルである中井洽と毎回、激しい選挙戦を展開している。小選挙区比例代表並立制導入後初めて実施された第41回衆議院議員総選挙、自民党に猛烈な逆風が吹いた第45回衆議院議員総選挙は中井が、第42回衆議院議員総選挙・第43回衆議院議員総選挙・第44回衆議院議員総選挙は川崎が三重1区で当選し、敗れた方はいずれも比例復活している。
1998年（平成10年）、小渕内閣で運輸大臣として初入閣。翌年の1999年（平成11年）の内閣改造で発足した小渕改造内閣では北海道開発庁長官も兼務する。同年3月23日、能登半島沖不審船事件が発生した（詳細は後述）。
2000年（平成12年）、加藤紘一による第2次森内閣倒閣運動（加藤の乱）では宏池会会長の加藤と行動を共にする。
2005年8月2日、衆議院に「国連創設及びわが国の終戦・被爆六十周年に当たり、更なる国際平和の構築への貢献を誓約する決議案」を外20名とともに提出し可決。本決議の中に「世界連邦実現の道の探求」という部分があり、本決議を受けて、麻生太郎外務大臣の指示により、2005年12月14日に、外務省総合外交政策局・政策企画室に世界連邦運動の窓口を設置することが決定した。
2005年（平成17年）に発足した第3次小泉改造内閣で厚生労働大臣として6年ぶりに入閣。在任中は少子高齢化社会問題の解決に向けて尽力。厚生労働行政には厚労相就任前から関わりがあり、厚生労働大臣退任後も「与党新型インフルエンザ対策プロジェクトチーム」「与党新雇用対策に関するプロジェクトチーム」等の座長を務めた。厚労省の「毎月勤労統計」の不正調査問題では2004年以後の歴代厚労相13人の政治責任も問われ、現職の根本匠は大臣報酬などを自主返納すると発表したが、夕刊フジでは歴代厚労相１2人に対して厚労相時代に受け取った報酬を返す意思があるかと質問した所川崎は「考える段階にない。まず党、内閣として考えるかだ」と答えた。
2009年（平成21年）の第45回衆議院議員総選挙では三重1区で中井に敗れたが、重複立候補していた比例東海ブロックで復活し、9選。総選挙後、谷垣禎一総裁の下で国会対策委員長に就任したが、翌年の党役員人事で退任（後任は逢沢一郎）。
2012年（平成24年）10月に初当選以来長く在籍した宏池会を脱退して、谷垣前自民党総裁による勉強会「有隣会」に参加した。
2016年（平成28年）8月、自民党一億総活躍推進本部長に就任。
2017年（平成29年）の第48回衆議院議員総選挙では三重県内の小選挙区区割り変更により、三重2区から出馬。中川正春に敗れたものの、比例東海ブロックで12選。同年、ドイツ連邦共和国功労勲章『大功労十字星章』を受章。
2021年（令和3年）7月10日、同年秋までに予定される第49回衆議院議員総選挙に立候補せず引退する意向を表明した。同選挙では秘書で長男の川崎秀人が後継候補として三重2区から立候補、選挙区で当選した。
2023年（令和5年）11月3日、秋の叙勲で旭日大綬章を受章。

## 言動

### 能登半島沖不審船事件への対処

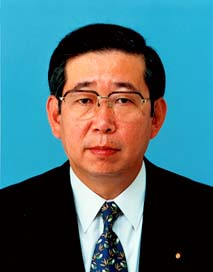
運輸大臣時の川崎

運輸大臣在任中の1999年（平成11年）3月23日、能登半島沖不審船事件が発生する。海上保安庁の所管官庁は運輸省であったため、川崎は海上保安庁に対し、威嚇射撃を許可する旨を通達。これを受け、海上保安庁は不審船に対して威嚇射撃を行った。首相官邸対策室は海上警備行動の発令を検討するも、この不審船は北朝鮮の工作船である可能性が高く、親朝派の野中広務内閣官房長官が官邸に圧力をかけたために阻止された。しかし威嚇射撃を受けた不審船は一旦逃走を始めたが、日本側が追跡を一時的に中断したものを、追跡を断念したものと判断したのか、日本の領海内で停船。そのため翌24日0時過ぎ、川崎は野呂田芳成防衛庁長官に「海上保安庁の能力を超えている」と連絡。川崎から連絡を受けた野呂田が海上自衛隊に対し、海上警備行動を発令した。
この事件以降に新造される巡視船艇の能力向上が図られるようになった。

## 発言

### テレビ局に対する「停波」発言
2015年（平成27年）4月19日、自民党の情報通信戦略調査会長だった川崎は、テレビ番組に関してNHKとテレビ朝日の幹部から事情を聴いた後、政府には「停波の権限がある」と語り、放送局への免許停止を示唆して威嚇した。放送法第3条は「放送番組は、法律に定める権限に基づく場合でなければ、何人からも干渉され、又は規律されることがない」と定めており、川崎の発言は政権による番組への干渉にあたり、放送法にも抵触するとして物議を醸した。

## 主張
- 選択的夫婦別姓制度導入について、「どちらとも言えない」としている[12]。
- ニューヨーク・タイムズの取材に対し、「日本は（移民を受け入れて失敗した）アメリカのような多民族社会になるべきではない」と述べている[13]。

## 所属団体・議員連盟
- 自民党東海ブロック両院議員会（会長）
- 新型コロナウイルス感染症対策本部（顧問）
- 自民党情報通信戦略調査会（顧問）
- 自民党雇用問題調査会（顧問）
- 大阪－名古屋－東京間　リニア中央新幹線同時実現を目指す議員連盟（会長）[14]
- 中部国際空港拡充議員連盟（会長）
- 日独友好議員連盟（会長）[15]
- テニス振興議員連盟（会長）
- 水道事業促進議員連盟（会長）
- 東京一極集中を打破する議員連盟（会長）
- 人口減少対策議員連盟（会長）
- ILO活動推進議員連盟（会長）
- シルバー人材センター活性化議員連盟（会長）
- 障害者の安定雇用・安心就労の促進を目指す議員連盟（会長）
- ケーブルテレビ議員連盟（会長）
- ふるさと納税の拡充を目指す議員の会（代表世話人）
- サマータイム制度推進議員連盟（幹事長）[16]
- イクメン議員連盟（顧問）[17]
- 神道政治連盟国会議員懇談会[18]
- 繊維ファッション議員連盟（顧問）
- 自民党再生可能エネルギー・省エネ関係団体連絡協議会

## 著書
- このまま「アメリカ型」社会を目指して本当に幸せになれるのか?―年金を破壊する「競争政策」の罠（2007年（平成19年）3月9日、ダイヤモンド社）ISBN 978-4478250099